# Сайгон (річка)
Сайгон (в'єт. Sông Sài Gòn) — річка, розташована на півдні В'єтнаму, бере початок поблизу Пхум Даунга на південному сході Камбоджі, тече на південь і південь-південний схід приблизно 225 кілометрів і впадає в річку Донґ Наї, яка, у свою чергу, впадає в Південнокитайське море приблизно за 20 кілометрів на північний схід від дельти Меконгу.

## Географія
Офіційно річка Сайгон бере свій початок за 1,5 км на північний схід від гірничодобувного району «Шрок Кон Тран», із злиття двох річок, правої — Тай Нінь та лівої — Тонле Тру. Тече територією провінцій Біньфиок, Тейнінь, Біньзионг та агломерації міста Хошимін і впадає в річку Донґ Наї з правого берега, на південний схід від центру міста Хошимін (до 1976 року називалося Сайгон), приблизно за 50 км від її гирла.
Протягом 1981—1985 років через річку, на північ від міста Дау Тієнґ, була побудована дамба, щоб утворити водосховище Дау Тієнґ для зрошення. Річка має важливе значення для міста Хошимін, оскільки є основним джерелом водопостачання, а також на ній розташований порт Сайгон, із загальним обсягом завантажених і вивантажених вантажів у 2006 році понад 35 мільйонів метричних тонн.
Туристичне селище Бін Квой розташоване на півострові Тхань Да на річці Сайгон, у районі Бінь Тхань міста Хошимін.
Тунель річки Сайгон, що пролягає під річкою, з'єднує район 1 на заході з новою міською зоною Тху Тхієм на сході, був відкритий для руху транспорту 20 листопада 2011 року. З моменту завершення будівництва це був найдовший річковий тунель у Південно-Східній Азії. Річку також перетинають мости Тху Тхієм, Ба Сон і Фу Мі.
У 2017 році було запущено водний автобус «Сайгон», який сполучає район 1 із районом Тху Дук.

## Галерея
|                             |
| Вид на річку початок 20 ст. |

|                                                                                  |
| Поромна переправа Thủ Thiêm на річці Сайгон, яка перестала працювати в 2012 році |

|                                         |
| Порт Сайгон в 4-му районі міста Хошимін |

|                                                           |
| Вид на річку в районі Бінь Тхань з Орієнтиром 81 у центрі |

|                               |
| Річка Сайгон і канал Тхань Да |

|                         |
| Вид на річку в Хошиміні |

|                                                  |
| Вид на річку на кордоні Тхузаумот і району Ку Чі |

|                   |
| Річка в Тхузаумот |

|                                                             |
| Річка в районі Ку Чі, поруч із меморіальним храмом Бен Дуок |

|                              |
| Вид на водосховище Дау Тієнґ |